# آهوماش لاری
آهوماش لاری (نام علمی: Lotus laricus) نام یک گونه از سرده آهوماش است. سرده آهوماش در ایران ده گونه گیاه علفی یکساله و چند ساله دارد.